# Kensal Green Cemetery

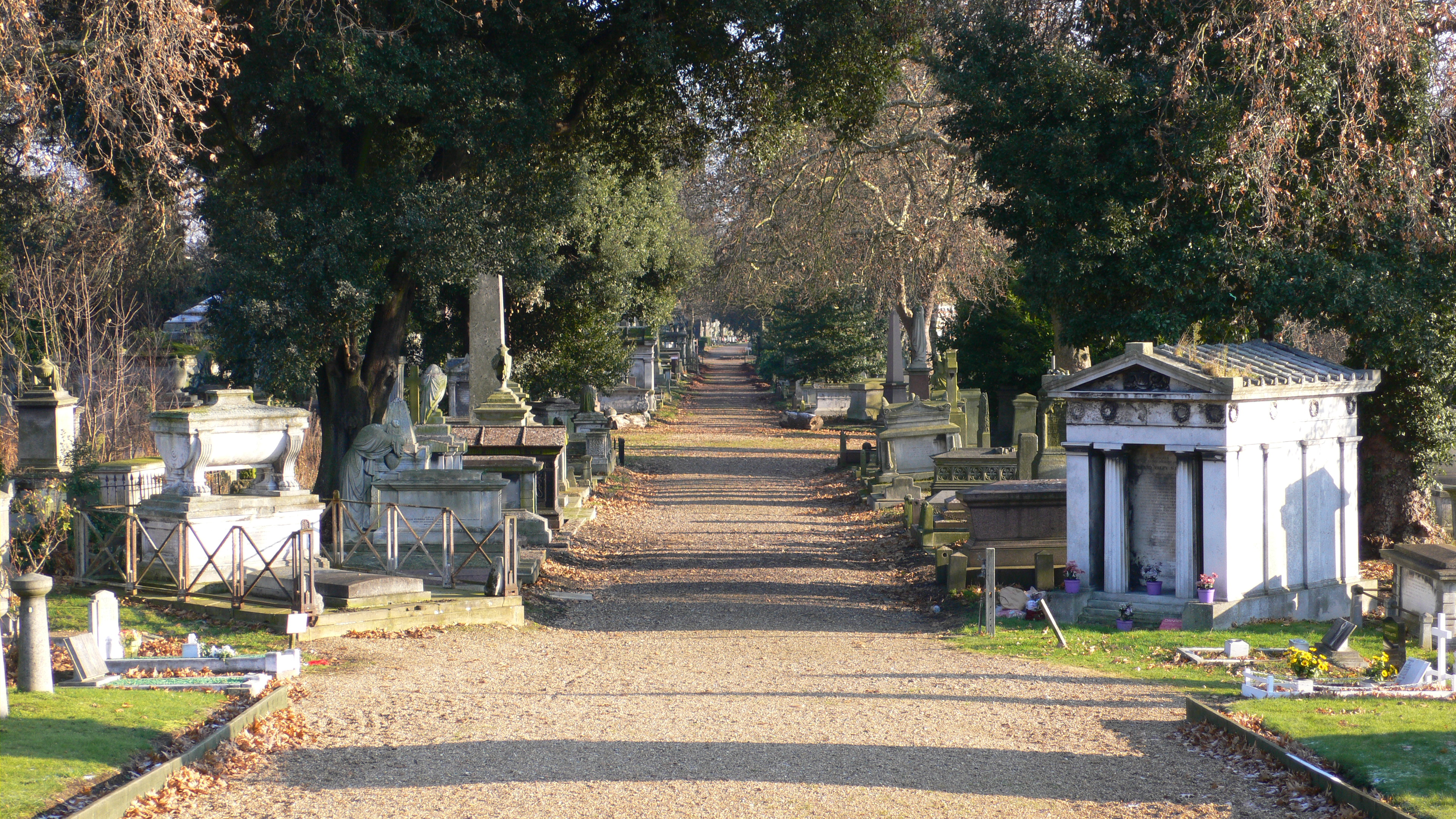
Laan op de begraafplaats

Kensal Green Cemetery is een victoriaanse begraafplaats in Londen uit 1833.
Deze begraafplaats is de oudste van de Magnificent Seven. Omwille van de grote hoeveelheid aan waardevol funerair erfgoed is deze opgenomen in de Britse lijst van beschermde monumenten.
Er bevindt zich een apart monument met de namen van Belgische soldaten die 1914-1918 sneuvelden.